# 伊波兰加
伊波兰加是巴西圣保罗州的一个市镇。总面积1160.293平方公里，总人口4507人，人口密度3.9人/平方公里。